# 各年のアメリカ合衆国の一覧
各年のアメリカ合衆国の一覧（かくねんのアメリカがっしゅうこくのいちらん）は、アメリカ合衆国の各年ごとの記事の一覧。この一覧ではアメリカ合衆国の各年ごとの記事の他、各世紀と各年代、アメリカ合衆国の各分野における各年ごとの記事についても取り扱う。

## 一覧

### 18世紀
- 1770年代
  - 1776年のアメリカ合衆国（英語版） 1777年のアメリカ合衆国（英語版） 1778年のアメリカ合衆国（英語版） 1779年のアメリカ合衆国（英語版）
- 1780年代
  - 1780年のアメリカ合衆国（英語版） 1781年のアメリカ合衆国（英語版） 1782年のアメリカ合衆国（英語版） 1783年のアメリカ合衆国（英語版） 1784年のアメリカ合衆国（英語版）
  - 1785年のアメリカ合衆国（英語版） 1786年のアメリカ合衆国（英語版） 1787年のアメリカ合衆国（英語版） 1788年のアメリカ合衆国（英語版） 1789年のアメリカ合衆国（英語版）
- 1790年代
  - 1790年のアメリカ合衆国（英語版） 1791年のアメリカ合衆国（英語版） 1792年のアメリカ合衆国（英語版） 1793年のアメリカ合衆国（英語版） 1794年のアメリカ合衆国（英語版）
  - 1795年のアメリカ合衆国（英語版） 1796年のアメリカ合衆国（英語版） 1797年のアメリカ合衆国（英語版） 1798年のアメリカ合衆国（英語版） 1799年のアメリカ合衆国（英語版）
- 1800年代
  - 1800年のアメリカ合衆国（英語版）

### 19世紀
- 1800年代
  - 1801年のアメリカ合衆国（英語版） 1802年のアメリカ合衆国（英語版） 1803年のアメリカ合衆国（英語版） 1804年のアメリカ合衆国（英語版）
  - 1805年のアメリカ合衆国（英語版） 1806年のアメリカ合衆国（英語版） 1807年のアメリカ合衆国（英語版） 1808年のアメリカ合衆国（英語版） 1809年のアメリカ合衆国（英語版）
- 1810年代
  - 1810年のアメリカ合衆国（英語版） 1811年のアメリカ合衆国（英語版） 1812年のアメリカ合衆国（英語版） 1813年のアメリカ合衆国（英語版） 1814年のアメリカ合衆国（英語版）
  - 1815年のアメリカ合衆国（英語版） 1816年のアメリカ合衆国（英語版） 1817年のアメリカ合衆国（英語版） 1818年のアメリカ合衆国（英語版） 1819年のアメリカ合衆国（英語版）
- 1820年代
  - 1820年のアメリカ合衆国（英語版） 1821年のアメリカ合衆国（英語版） 1822年のアメリカ合衆国（英語版） 1823年のアメリカ合衆国（英語版） 1824年のアメリカ合衆国（英語版）
  - 1825年のアメリカ合衆国（英語版） 1826年のアメリカ合衆国（英語版） 1827年のアメリカ合衆国（英語版） 1828年のアメリカ合衆国（英語版） 1829年のアメリカ合衆国（英語版）
- 1830年代
  - 1830年のアメリカ合衆国（英語版） 1831年のアメリカ合衆国（英語版） 1832年のアメリカ合衆国（英語版） 1833年のアメリカ合衆国（英語版） 1834年のアメリカ合衆国（英語版）
  - 1835年のアメリカ合衆国（英語版） 1836年のアメリカ合衆国（英語版） 1837年のアメリカ合衆国（英語版） 1838年のアメリカ合衆国（英語版） 1839年のアメリカ合衆国（英語版）
- 1840年代
  - 1840年のアメリカ合衆国（英語版） 1841年のアメリカ合衆国（英語版） 1842年のアメリカ合衆国（英語版） 1843年のアメリカ合衆国（英語版） 1844年のアメリカ合衆国（英語版）
  - 1845年のアメリカ合衆国（英語版） 1846年のアメリカ合衆国（英語版） 1847年のアメリカ合衆国（英語版） 1848年のアメリカ合衆国（英語版） 1849年のアメリカ合衆国（英語版）
- 1850年代
  - 1850年のアメリカ合衆国（英語版） 1851年のアメリカ合衆国（英語版） 1852年のアメリカ合衆国（英語版） 1853年のアメリカ合衆国（英語版） 1854年のアメリカ合衆国（英語版）
  - 1855年のアメリカ合衆国（英語版） 1856年のアメリカ合衆国（英語版） 1857年のアメリカ合衆国（英語版） 1858年のアメリカ合衆国（英語版） 1859年のアメリカ合衆国（英語版）
- 1860年代
  - 1860年のアメリカ合衆国（英語版） 1861年のアメリカ合衆国（英語版） 1862年のアメリカ合衆国（英語版） 1863年のアメリカ合衆国（英語版） 1864年のアメリカ合衆国（英語版）
  - 1865年のアメリカ合衆国（英語版） 1866年のアメリカ合衆国（英語版） 1867年のアメリカ合衆国（英語版） 1868年のアメリカ合衆国（英語版） 1869年のアメリカ合衆国（英語版）
- 1870年代
  - 1870年のアメリカ合衆国（英語版） 1871年のアメリカ合衆国（英語版） 1872年のアメリカ合衆国（英語版） 1873年のアメリカ合衆国（英語版） 1874年のアメリカ合衆国（英語版）
  - 1875年のアメリカ合衆国（英語版） 1876年のアメリカ合衆国（英語版） 1877年のアメリカ合衆国（英語版） 1878年のアメリカ合衆国（英語版） 1879年のアメリカ合衆国（英語版）
- 1880年代
  - 1880年のアメリカ合衆国（英語版） 1881年のアメリカ合衆国（英語版） 1882年のアメリカ合衆国（英語版） 1883年のアメリカ合衆国（英語版） 1884年のアメリカ合衆国（英語版）
  - 1885年のアメリカ合衆国（英語版） 1886年のアメリカ合衆国（英語版） 1887年のアメリカ合衆国（英語版） 1888年のアメリカ合衆国（英語版） 1889年のアメリカ合衆国（英語版）
- 1890年代
  - 1890年のアメリカ合衆国（英語版） 1891年のアメリカ合衆国（英語版） 1892年のアメリカ合衆国（英語版） 1893年のアメリカ合衆国（英語版） 1894年のアメリカ合衆国（英語版）
  - 1895年のアメリカ合衆国（英語版） 1896年のアメリカ合衆国（英語版） 1897年のアメリカ合衆国（英語版） 1898年のアメリカ合衆国（英語版） 1899年のアメリカ合衆国（英語版）
- 1900年代
  - 1900年のアメリカ合衆国（英語版）

### 20世紀
- 1900年代
  - 1901年のアメリカ合衆国（英語版） 1902年のアメリカ合衆国（英語版） 1903年のアメリカ合衆国（英語版） 1904年のアメリカ合衆国（英語版）
  - 1905年のアメリカ合衆国（英語版） 1906年のアメリカ合衆国（英語版） 1907年のアメリカ合衆国（英語版） 1908年のアメリカ合衆国（英語版） 1909年のアメリカ合衆国（英語版）
- 1910年代
  - 1910年のアメリカ合衆国（英語版） 1911年のアメリカ合衆国（英語版） 1912年のアメリカ合衆国（英語版） 1913年のアメリカ合衆国（英語版） 1914年のアメリカ合衆国（英語版）
  - 1915年のアメリカ合衆国（英語版） 1916年のアメリカ合衆国（英語版） 1917年のアメリカ合衆国（英語版） 1918年のアメリカ合衆国（英語版） 1919年のアメリカ合衆国（英語版）
- 1920年代
  - 1920年のアメリカ合衆国（英語版） 1921年のアメリカ合衆国（英語版） 1922年のアメリカ合衆国（英語版） 1923年のアメリカ合衆国（英語版） 1924年のアメリカ合衆国（英語版）
  - 1925年のアメリカ合衆国（英語版） 1926年のアメリカ合衆国（英語版） 1927年のアメリカ合衆国（英語版） 1928年のアメリカ合衆国（英語版） 1929年のアメリカ合衆国（英語版）
- 1930年代
  - 1930年のアメリカ合衆国（英語版） 1931年のアメリカ合衆国（英語版） 1932年のアメリカ合衆国（英語版） 1933年のアメリカ合衆国（英語版） 1934年のアメリカ合衆国（英語版）
  - 1935年のアメリカ合衆国（英語版） 1936年のアメリカ合衆国（英語版） 1937年のアメリカ合衆国（英語版） 1938年のアメリカ合衆国（英語版） 1939年のアメリカ合衆国（英語版）
- 1940年代
  - 1940年のアメリカ合衆国（英語版） 1941年のアメリカ合衆国（英語版） 1942年のアメリカ合衆国（英語版） 1943年のアメリカ合衆国（英語版） 1944年のアメリカ合衆国（英語版）
  - 1945年のアメリカ合衆国（英語版） 1946年のアメリカ合衆国（英語版） 1947年のアメリカ合衆国（英語版） 1948年のアメリカ合衆国（英語版） 1949年のアメリカ合衆国（英語版）
- 1950年代
  - 1950年のアメリカ合衆国（英語版） 1951年のアメリカ合衆国（英語版） 1952年のアメリカ合衆国（英語版） 1953年のアメリカ合衆国（英語版） 1954年のアメリカ合衆国（英語版）
  - 1955年のアメリカ合衆国（英語版） 1956年のアメリカ合衆国（英語版） 1957年のアメリカ合衆国（英語版） 1958年のアメリカ合衆国（英語版） 1959年のアメリカ合衆国（英語版）
- 1960年代
  - 1960年のアメリカ合衆国（英語版） 1961年のアメリカ合衆国（英語版） 1962年のアメリカ合衆国（英語版） 1963年のアメリカ合衆国（英語版） 1964年のアメリカ合衆国（英語版）
  - 1965年のアメリカ合衆国（英語版） 1966年のアメリカ合衆国（英語版） 1967年のアメリカ合衆国（英語版） 1968年のアメリカ合衆国（英語版） 1969年のアメリカ合衆国（英語版）
- 1970年代
  - 1970年のアメリカ合衆国（英語版） 1971年のアメリカ合衆国（英語版） 1972年のアメリカ合衆国（英語版） 1973年のアメリカ合衆国（英語版） 1974年のアメリカ合衆国（英語版）
  - 1975年のアメリカ合衆国（英語版） 1976年のアメリカ合衆国（英語版） 1977年のアメリカ合衆国（英語版） 1978年のアメリカ合衆国（英語版） 1979年のアメリカ合衆国（英語版）
- 1980年代
  - 1980年のアメリカ合衆国（英語版） 1981年のアメリカ合衆国（英語版） 1982年のアメリカ合衆国（英語版） 1983年のアメリカ合衆国（英語版） 1984年のアメリカ合衆国（英語版）
  - 1985年のアメリカ合衆国（英語版） 1986年のアメリカ合衆国（英語版） 1987年のアメリカ合衆国（英語版） 1988年のアメリカ合衆国（英語版） 1989年のアメリカ合衆国（英語版）
- 1990年代
  - 1990年のアメリカ合衆国（英語版） 1991年のアメリカ合衆国（英語版） 1992年のアメリカ合衆国（英語版） 1993年のアメリカ合衆国（英語版） 1994年のアメリカ合衆国（英語版）
  - 1995年のアメリカ合衆国（英語版） 1996年のアメリカ合衆国（英語版） 1997年のアメリカ合衆国（英語版） 1998年のアメリカ合衆国（英語版） 1999年のアメリカ合衆国（英語版）
- 2000年代
  - 2000年のアメリカ合衆国（英語版）

### 21世紀
- 2000年代
  - 2001年のアメリカ合衆国（英語版） 2002年のアメリカ合衆国（英語版） 2003年のアメリカ合衆国（英語版） 2004年のアメリカ合衆国（英語版）
  - 2005年のアメリカ合衆国（英語版） 2006年のアメリカ合衆国（英語版） 2007年のアメリカ合衆国（英語版） 2008年のアメリカ合衆国（英語版） 2009年
- 2010年代
  - 2010年 2011年のアメリカ合衆国（英語版） 2012年のアメリカ合衆国（英語版） 2013年のアメリカ合衆国 2014年
  - 2015年 2016年 2017年 2018年 2019年
- 2020年代 : 2020年 2021年 2022年 2023年 2024年 2025年 2026年 2027年 2028年 2029年

## 文化と芸術

### 映画
- Lists of American films（英語版）

### 音楽
- 各年のカントリー・ミュージックの一覧（英語版）